# Джесс Денди
Джесс Денди (англ. Jess Dandy, настоящее имя — Джесси Данциг (англ. Jesse A. Danzig); 9 ноября 1871, Рочестер, штат Нью-Йорк — 15 апреля 1923, Бруклайн, Массачусетс) — американский актёр немого кино и театра.
Родился в семье эмигрантов из Пруссии. Наиболее известен своим участием во многих фильмах Чарли Чаплина. Выступал на Бродвее до начала карьеры в кино, а также после её завершения. Похоронен на кладбище Вудлон.

## Избранная фильмография
| Год  |   | Русское название                | Оригинальное название          | Роль                          |
| ---- | - | ------------------------------- | ------------------------------ | ----------------------------- |
| 1914 | ф | Его любимое времяпрепровождение | His Favourite Pastime          | выпивающий                    |
| 1914 | ф | Новый привратник                | The New Janitor                | президент банка               |
| 1914 | ф | Лучший жилец                    | The Star Boarder               | жилец                         |
| 1914 | ф | Реквизитор                      | The Property Man               | силач                         |
| 1914 | ф | Лицо на полу бара               | The Face on the Bar Room Floor | человек, который увел Маделен |
| 1914 | ф | Его новая профессия             | His New Profession             | дядя-инвалид                  |
| 1914 | ф | Транжиры                        | The Rounders                   | посетитель ресторана          |
| 1914 | ф | Тесто и динамит                 | Dough and Dynamite             | повариха                      |
| 1914 | ф | Маскарадная маска               | The Masquerader                | актер, играющий злодея        |
| 1914 | ф | Снова Фэтти                     | Fatty Again                    | босс                          |
| 1914 | ф | Убийство Горация                | Killing Horace                 | играющий на тубе              |